# オ・ウォンジン
オ・ウォンジン（Eoh Won Jin、1978年6月15日 - ）は、韓国の男性総合格闘家。ソウル出身。正進体育館/CMA KOREA所属。
その鍛え上げられた肉体を生かしてボディビルダーとしても活躍している。

## 来歴
レスリング時代には1996年から1998年までレスリング韓国ジュニアランキング1位、韓国国体レスリング競技優勝、韓国代表選手になるなどの実績を持つ。
2005年7月8日、DEEP初参戦となったDEEP 19th IMPACTで岩見谷智義と対戦し、右フックでTKO勝ち。
2005年9月3日、DEEP 20th IMPACTでウェルター級（-76kg）王者の中尾受太郎とノンタイトル戦で対戦し、0-1の判定で引き分けた。
2005年11月19日、REALRHYTHM 2nd STAGEで池本誠知と対戦。敗れはしたが、試合中に内臓が破裂しながらも戦い続けた。
2006年6月4日、PRIDE初参戦となったPRIDE 武士道 -其の十一-でジェイソン・ブラックと対戦。ブラックのチョークスリーパーから脱出するなど健闘するも、タオル投入によるTKO負け。
2007年2月16日、DEEP 28 IMPACTで小見川道大と対戦し、右フックでTKO負け。

## 戦績
| 総合格闘技 戦績 | 総合格闘技 戦績 | 総合格闘技 戦績 | 総合格闘技 戦績 | 総合格闘技 戦績 | 総合格闘技 戦績 | 総合格闘技 戦績 |
| --------------- | --------------- | --------------- | --------------- | --------------- | --------------- | --------------- |
| 9 試合          | (T)KO           | 一本            | 判定            | その他          | 引き分け        | 無効試合        |
| 3 勝            | 1               | 1               | 1               | 0               | 1               | 0               |
| 5 敗            | 3               | 0               | 1               | 1               | 1               | 0               |

| 勝敗 | 対戦相手             | 試合結果                     | 大会名                                                  | 開催年月日     |
| ×    | 小見川道大           | 1R 4:25 TKO（右フック）      | DEEP 28 IMPACT                                          | 2007年2月16日  |
| ×    | ジェイソン・ブラック | 1R 4:25 TKO（タオル投入）    | PRIDE 武士道 -其の十一-                                 | 2006年6月4日   |
| ×    | 池本誠知             | 2R 4:58 KO                   | REALRHYTHM 2nd STAGE                                    | 2005年11月19日 |
| △    | 中尾受太郎           | 5分3R終了 判定0-1            | DEEP 20th IMPACT                                        | 2005年9月3日   |
| ○    | 岩見谷智義           | 1R 2:31 TKO（右フック）      | DEEP 19th IMPACT                                        | 2005年7月8日   |
| ○    | ヤン・ソンフン       | 5分3R終了 判定3-0            | Spirit MC Interleague 2 【決勝】                        | 2004年11月20日 |
| ○    | キム・テソク         | 1R 1:12 チョークスリーパー   | Spirit MC Interleague 2 【準決勝】                      | 2004年11月20日 |
| ×    | シム・ワンソプ       | 1R 4:13 反則（脊髄への打撃） | Spirit MC Interleague 2 【1回戦】                       | 2004年11月20日 |
| ×    | イム・ジェソク       | 5分3R終了 判定0-3            | Gimme 5: Motorola Middleweight Tournament Quarterfinals | 2004年9月8日   |

## 獲得タイトル
- Spirit MC Interleague 2 優勝（2002年）